# Баграт VI
Баграт VI, в Імереті — Баграт II (1439–1478), цар Імереті (1463–1466), цар Грузії (1466–1478), представник імеретінської гілки династії Багратіоні. Син царевича Георгія й онук грузинського царя Костянтина I.

## Життєпис
Через зв'язки з супротивником царської влади Кваркваре II Джакелі 1462 року цар Грузії Георгій VIII позбавив Баграта VI влади в Кутаїсі, Імеретії. Проте Баграт повстав проти дій Георгія та 1463 року в бою при Чірохі здолав Георгія VIII та проголосив себе царем Імереті.
1465 року, скориставшись тим що Кваркваре II Джакелі ув'язнив Георгія VIII, перейшов до Картлі й 1466 року проголосив себе царем Грузії.
1477 року до Грузії вторглась іранська армія під проводом Узун-Хасана, яка зайняла Тбілісі, Горі та всю картлійську низовину. Баграт VI підписав угоду, а також сплатив данину, проте невдовзі після смерті Узун-Хасана 1478 року ворог залишив Грузію.

## Родина
Був одружений з Єленою (померла 3 листопада 1510). Від того шлюбу народилось троє синів:
- Вахтанг (помер дитиною)
- Олександр II
- Давид